# 長老教会北投教堂
長老教会北投教堂（ちょうろうきょうかいほくとうきょうどう）は、台湾台北市北投区にある教会堂。
小さな教会堂であり、前面が大通りに面しているため電線も通過しているが、小さく精巧な英国式スタイルの特色を覆うほどではない。1912年に長老教会の陳近が援助し、宣教師のウィリアム・ゴールドによって設計・建築が行われた。建物の縁は赤い煉瓦で飾られ、外側は小さな木造建物のような構造になっている。建物全体を見ると、西洋の教会堂のように長細い形をしており、入口が狭く作られている。入口の上部には、雨よけのひさしがあり、外側が縞模様になった石灰の柱が支えている。窓は小さく精巧な作りになっており、上部には三角形のひさしが取り付けられている。
太平洋戦争中は日本政府により倉庫として使用された。この時期は台北神学院の教授が兼牧する教会であったが、1946年に林再添牧師が北投長老教会の最初の牧師として招聘され、教会堂はようやく正式な牧師を持つことができた。1962年頃には幼稚園を併設した。1963年、林牧師が世を去り、康知禮牧師が招かれ今日に至っている。歴史も古く台北市指定古跡に指定されている教会堂であるが、現在も教会として使用されている。